# Лопатинка рівнолопатева
Лопатинка рівнолопатева (Scapania aequiloba) — вид печіночників порядку юнгерманіальних (Jungermanniales).

## Поширення
Батьківщиною є Європа.
Росте на вапняних породах і на вапняному ґрунті.

## Характеристика
Утворює килимки від зелених до буро-зелених. Листки наполовину поділені на загострені частки майже однакового розміру. Верхні частки овальні, зубчасті або цілісні й виходять за стебло. Нижні частки віддалено зубчасті. Один або два ряди клітин по краю листка мають сильно потовщені клітинні стінки. У центрі листка клітини мають розміри від 14 до 15 × 18–20 мікрометрів. Масляні тіла великі. Виводкові тіла виникають. Вид важко відрізнити від Scapania aspera.